# Купинский, Калиник Михайлович
Калини́к Миха́йлович Купи́нский (17 сентября 1888, село Антоновецкий Майдан (ныне не существует, территория Кременецкого района Тернопольской области Украины) — 1 февраля 1960, Москва) — русский музыкант, исполнитель на ударных инструментах, профессор Московской консерватории. Считается основоположником советской школы исполнительства на ударных.

## Биография
Окончил в 1923 году Московскую консерваторию по классу тромбона и ударных инструментов у Х. И. Борка и С. Ф. Недзейко (отдельного класса ударных в то время не существовало, и игру на них преподавали тромбонисты, причём владение духовым инструментом было для ударника обязательным).
В 1920-х годах был солистом-литавристом Персимфанса.
В 1925 году основал в Консерватории отдельный класс ударных и возглавлял его до конца жизни. В 1954 году получил звание профессора.
Умер в 1960 году, похоронен на Новодевичьем кладбище в Москве (участок 5).

## Некоторые ученики
- Сенкевич, Владислав Александрович
- Снегирёв, Валентин Михайлович
- Штейман, Владимир Павлович

## Труды
Автор ряда учебных пособий для различных ударных инструментов: «Школа игры на литаврах» (1948), «Школа игры на ксилофоне» (1952), «Школа игры на ударных инструментах» (1941, в дальнейшем неоднократно переиздавалась).